# 八尾・若江の戦い
八尾・若江の戦い（やお・わかえのたたかい）は、江戸幕府と豊臣家の間の大坂の陣（大坂の役）のうち、1615年（慶長20年）に発生した大坂夏の陣における戦いの一つ。

## 河内方面の情勢
豊臣方は、大坂城が大坂冬の陣ののち堀をすべて埋められてしまったため、夏の陣では城を出て戦わざるをえない状況になっていた。幕府軍は河内方面、大和方面および紀伊方面より大坂城に迫った。河内方面隊は藤堂高虎、井伊直孝を先鋒とし本多忠朝、前田利常、松平忠直など総勢55,000の兵で構成されており、立石街道から道明寺へ向かっていた。そのあとに徳川家康、秀忠ら本営が続いた。
5月2日、豊臣軍では、河内口から来る幕府軍に対し、大坂城東方、大部隊の機動には適さない低湿地帯で迎撃することにし、木村重成の兵6,000が大坂城を出発した。長宗我部盛親、増田盛次の兵5,300もそのころに出発したと思われる。
5月5日朝、木村重成は今福方面を視察し、こちらに幕府軍が来襲する可能性は低いと見た。そこで徳川家康・秀忠本営に側面から迫るべく、若江に兵を進めることにした。
5月6日、木村重成は午前0時頃には出発したいと考えていたが、兵の集結が遅れ、午前2時頃にようやく出発できた。途中道を間違え沼地で立ち往生するなど、木村自身や兵の練度に問題があり、進軍は順調にはいかなかった。
午前1時、井伊直孝は部隊に命令して食事を取らせ、進軍の命を待たせた。
午前4時頃、藤堂勢の右先鋒藤堂良勝が若江に向かう豊臣軍を発見した。幕府軍は勝手な戦闘は慎むよう命令されていたが、藤堂高虎は良勝の「豊臣軍は、家康・秀忠の本営への攻撃を企図しているのではないか、ただちに攻撃するべきだ」という進言をうけ開戦を決断、各隊に進撃を命じた。

## 八尾の戦い
萱振村に進んできていた長宗我部勢先鋒吉田重親は、藤堂勢中備藤堂高吉の攻撃をうけた。吉田は本隊に対し攻撃を受けている旨伝令し、応戦したが壊滅、吉田は戦死した。吉田の知らせをうけた長宗我部盛親は、長瀬川で迎撃の体勢を取った。
藤堂勢の左先鋒藤堂高刑、桑名吉成は道明寺へ向かう先頭にあったが、転進して玉串川を越え長瀬川の長宗我部盛親本隊に迫った。高虎の旗本藤堂氏勝もそれに続いた。盛親は騎馬武者もすべて下馬させ、槍を持たせて堤防の上に伏せさせた。藤堂勢が充分近づいたところで一斉に立ち、槍を入れさせた。
藤堂勢は壊乱し、藤堂高刑、桑名吉成は戦死、藤堂氏勝は致命傷を負い退却中に死亡した。藤堂高吉も来援するが、長宗我部勢に圧倒され、撃退された。旧主と戦った中内源兵衛も討死した。
正午頃まで戦闘は続き、小康状態になったところで長宗我部勢は長瀬川堤で陣を整え、休息した。そこへ若江の木村重成の敗報が届いた。敵中での孤立をおそれた盛親は大坂城へ撤退した。

## 若江の戦い
午前5時頃、木村勢は若江に着陣、先鋒を3手に分け、敵に備えた。その右手に藤堂勢の右先鋒、藤堂良勝、同良重が攻撃をかける形で開戦した。結果藤堂勢は兵の半数を失い敗走、藤堂良勝、良重は戦死した。
藤堂勢を退却させた木村重成は玉串川西側堤上に鉄砲隊を配置し、敵を田圃の畦道に誘引して襲撃しようと計画した。
午前7時頃、井伊直孝は若江の敵への攻撃を決断、部隊を西に転進させた。井伊勢の先鋒は右手庵原朝昌、左手川手良行。木村勢を発見した川手は、玉串川東側堤上から一斉射撃後、敵に突入した。堤上にいた木村勢は西に後退し、堤は井伊勢が占拠した。川手はさらに突進したが戦死した。そこに庵原も加わって戦闘となった。木村重成は自身も槍を取って戦ったが戦死した。山口弘定、内藤長秋も戦死し、木村本隊は壊滅した。
それまで戦闘を傍観していた幕府軍の榊原康勝、丹羽長重らは味方有利と見て木村勢左先手木村宗明へ攻めかかった。宗明は本隊が敗れたため大坂城へ撤退した。

## 戦闘後
- 藤堂勢および井伊勢はこの戦闘で大きな被害を受け、翌日の天王寺・岡山の戦いの先鋒を辞退せざるをえなくなった。
- 松平忠直は（勝手な戦闘は慎めという命令を素直に守り）この戦闘を傍観していたことを家康に叱責された。結果的に、これが翌日の天王寺・岡山の戦いでの抜け駆けの誘因になったといわれる。
- 長宗我部盛親勢は八尾の合戦かその後退時に、大損害を受け実質壊滅したと推定される。事実、翌日の天王寺・岡山の戦いでは盛親は大坂城に留まり、戦闘には参加しなかった。